# Krauss Typ XXVIImm
Der Typ XXVIImm waren schmalspurige Dampflokomotiven von Krauss, die in sechs Exemplaren an verschiedene Kunden in unterschiedlichen Spurweiten geliefert wurden. Eine Lokomotive, die bei der Wilamowitz-Nehringschen Zuckerfabrik im heutigen Polen lief, ist als Exponat im Eisenbahnmuseum Sochaczew erhalten.

## Geschichte
Die angegebenen technischen Daten entsprechen denen der Lokomotive mit der Fabriknummer 2831. Es wurden folgende Lokomotiven geliefert:
für die Spurweite 600 mm:
- eine Lokomotive mit der Fabriknummer 2832 wurde an Orenstein & Koppel zur Weiterveräußerung und eine mit der Fabriknummer 2830 an einen weiteren Kunden geliefert,[1]

für die Spurweite 716 mm:
- eine Lokomotive mit der Fabriknummer 2829 wurde an die Zuckerfabrik Kruschwitz geliefert,[1]

für die Spurweite 750 mm:
- eine Lokomotive mit der Fabriknummer 2831 wurde an die Wilamowitz-Nehringschen Zuckerfabrik geliefert,[1]

für die Spurweite 800 mm:
- eine Lokomotive mit der Fabriknummer 2827 wurde an Orenstein & Koppel zur Weiterveräußerung geliefert,[1]

und für die Normalspur:
- eine Lokomotive mit der Fabriknummer 2828 wurde an die Stadt- und Hafenbahn in Worms geliefert.[1]

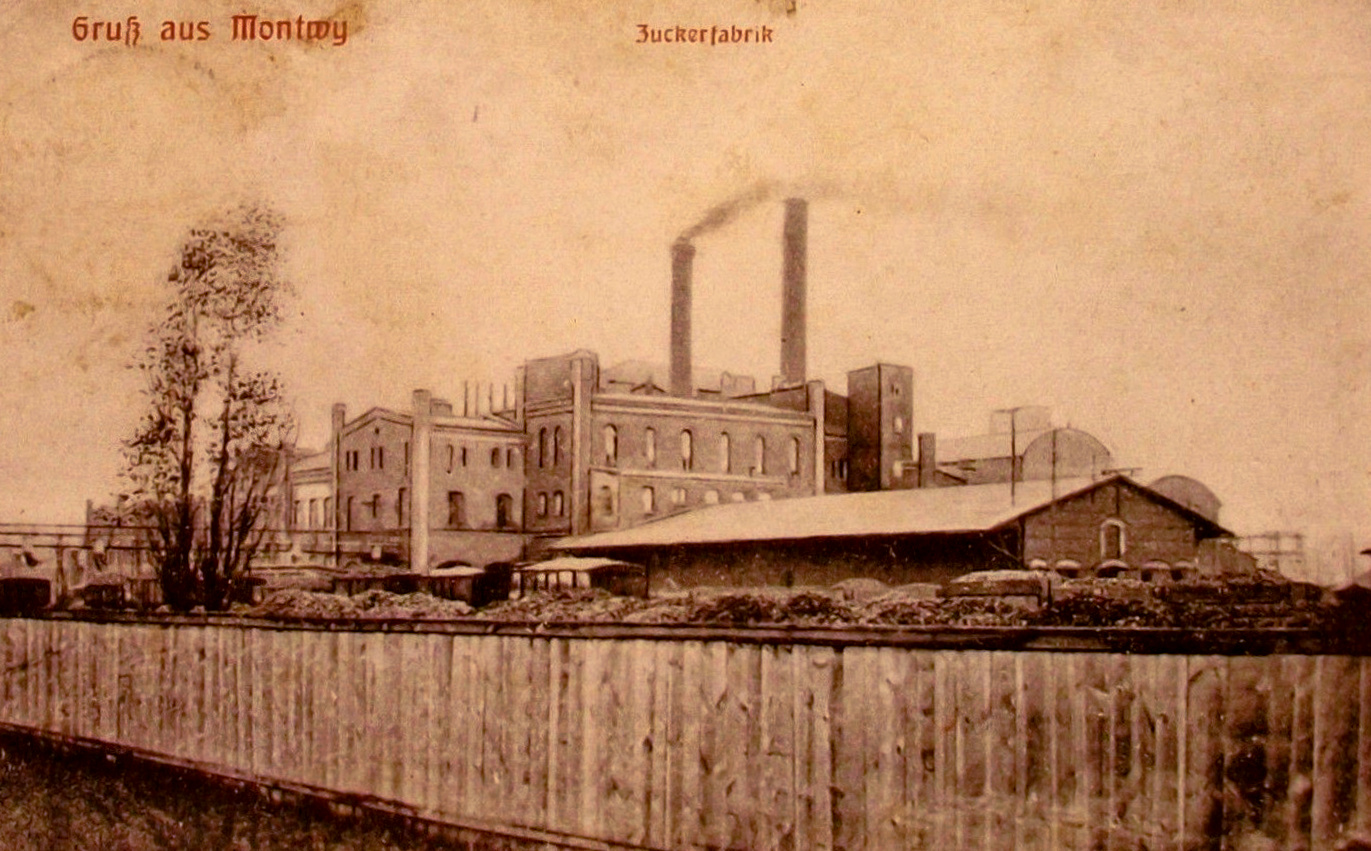
Zuckerfabrik Montwy vor 1945

Die Wilamowitz-Nehringsche Zuckerfabrik lag im Südwesten der Stadt Inowrazlaw (seit 1904 Hohensalza, heute Inowrocław) in der Nähe des Bahnhofes Inowrocław Mątwy im Ortsteil Szymborze (Therwingen) in der Woiwodschaft Kujawien-Pommern in Polen.
Die Fabrik kaufte im Jahr 1893 von Krauss die Lokomotive mit der Fabriknummer 2831, sie erhielt die Betriebsnummer 1. Die Lokomotive wurde bis zur Stilllegung der Zuckerfabrik im Jahr 1947 verwendet. Die gesamten Gleisanlagen und das Inventar wurde an benachbarte Zuckerfabriken weitergegeben.
Die Lokomotive erhielt die nur wenige Kilometer südlich entfernte Zuckerfabrik in Kruszwica, die über ein umfangreiches Netz der Zuckerrübenbahnen bereits vorher mit der Fabrik in Inowrazlaw verbunden war. Dort erhielt sie zuerst die Betriebsnummer CK 9, nach 1959 die CK 22.
Seit der Zeit wird sie auch mit einer dem Bezeichnungssystem der Polskie Koleje Państwowe (PKP) angelehnten Bezeichnung Ty-2831 geführt.
1977 wurde die Lokomotive abgestellt und am 3. April 1987 dem Eisenbahnmuseum Warschau übergeben. Die Lokomotive ist heute (2023) im Eisenbahnmuseum in Sochaczew als Exponat erhalten.

## Konstruktion
Der Blechrahmen ist mit einer Blechstärke von 12 mm ausgeführt, der als Wasserkastenrahmen ausgebildet ist. Die Lokomotive besaß neben dem Kessel zwei seitliche Kästen, die zur Bunkerung des Kohlenvorrates dienten. Als Pufferbohle sind vorn und hinten kräftige Träger vorhanden, die die Balancierhebelkupplung tragen. Im Rahmen sind die drei Antriebsachsen fest gelagert und durch Blattfedern oberhalb der Achslager abgefedert. Diese sind durch Ausgleichshebel miteinander verbunden.
Der gewalzte Flammrohrkessel der Ursprungsausführung wurde 1937 durch einen Ersatzkessel mit der Seriennummer 10668 ersetzt. Die ursprünglich kupferne Feuerbüchse wurde nach dem Zweiten Weltkrieg durch eine stählerne ersetzt. Er besteht aus zwei Schüssen. Auf dem ersten Schuss sitzt der Dampfdom mit Regler, der durch ein Gestänge, das vom Führerstand durch den Sandkasten mittig hindurch ging, bedient wurde. Auf der Haube des Dampfdomes sind zwei Sicherheitsventile mit Druckfedern angebracht, die ursprünglich nach Bauform Krauss ausgeführt waren, später gegen solche der Bauart Pop-Coale ausgetauscht wurden. Die Rohre vom Regler zur Dampfmaschine verlaufen außerhalb des Kessels. Auf dem zweiten Kesselschuss sitzt der Sanddom, von dem ein Sandfallrohr zwischen die erste und zweite Achse herabführt und mit Handbedienung gesandet wurde. Die Rauchkammer besitzt einen runden Verschluss, der Kobelschornstein war von der Bauart Rihosek. Gespeist wurde der Kessel durch zwei Injektoren Bauart Schau mit einer Förderleistung von 45 l/min. Die Zweizylindermaschine besitzt horizontal angeordnete Zylinder mit Flachschieber, die über eine Stephenson-Steuerung die dritte Achse antrieben, der Kreuzkopf wurde zweischienig auf der Gleitbahn geführt.
Die Handbremse wirkte auf die dritte Achse. Zum Wasserfüllen war beidseitig auf dem Umlauf ein mit dem Wasserrahmen verbundener Stutzen vorhanden, in den ein Schlauch gesteckt werden konnte.